# Liste der Äbte von Stablo-Malmedy
Die Liste der Äbte von Stablo-Malmedy enthält die Äbte der aus den Klöstern Stablo und Malmedy bestehenden Reichsabtei Stablo-Malmedy
- Remaclus um 637 – 652
- Papolin I. 652 – um 660
- Sigolin um 660 – um 666
- Godoin um 666 – um 675
- Papolin II. um 675 – unsicher
- Rabangar I. um 710
- Abolin
- Crodmar
- Amalger
- Aminger (unsicher: Floribert, siehe Floribert I. von Lüttich)
- Anglin 727–746
- Agilolf 746–750
- Alberik 750–779
- Sighard 779–791
- Witand 791–815
- Absalom 815–816
- Ando 816–836
- Ratold 836–840
- Harond 840–844
- Ebbo I. 844–845
- Ebbo II. 845–867
- Hartgar 867–880
- Adelhard I. 880–890
- Linfried 890–898
- Richar 898–905
- Raginer 905–913
- Eberhard 913 – unsicher
- Giselbert  unsicher – 939 Reichsabt Poppo I. von Stablo (1020 -1048)
- Konrad I. 939–952
- Odilo 952–954
- Werinfried 954–986
- Rabangar II. 986–1008
- Bertram 1008–1020
- Poppo I. 1020–1048
- Dietrich 1048–1080
- Rudolf 1080–1097
- Volmar 1097–1105
- Poppo II. de Beaumont 1105–1119
- Konrad II. 1119–1128
- Johann I. de Reulant 1128–1130
- Wibald de Pré 1130–1158
- Eriebald 1158–1193
- Gerhard I. 1193–1209
- Adelhard II. 1209–1222
- Friedrich von dem Stein 1222–1244
- Nikolaus 1244–1248
- Heinrich I. von Geldern 1248–1274
- Johann II. de Enghien 1274–1281

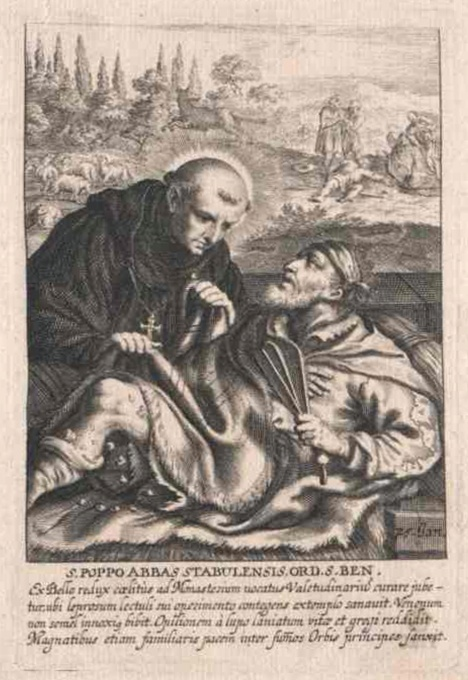
Reichsabt Poppo I. von Stablo (1020 -1048)

- Agidius von Falkenstein 1281–1307 (Haus Chiny)
- Heinrich II. von Bolanden 1307–1334
- Winrich de Pomerio 1334–1343
- Hugues de Auvergne 1343–1373
- Werner de Ockiers 1373–1393
- Walram von Schleiden 1393–1410
- Heinrich III. de Visé 1410–1417
- Johann III. de Guezaine 1417–1438
- Heinrich IV. von Merode 1438–1460
- Caspar Poncin 1460–1499
- Wilhelm I. von Manderscheid-Kayl 1499–1546
- Christoph von Manderscheid-Kayl 1546–1576
- Gerard van Groesbeeck 1576–1580
- Ernst von Bayern 1581–1612
- Ferdinand von Bayern 1612–1650
- Wilhelm II. von Bayern 1650–1657
- Maximilian Heinrich von Bayern 1657 Fürstabt Alexandre Delmonte OSB (1753–1766)

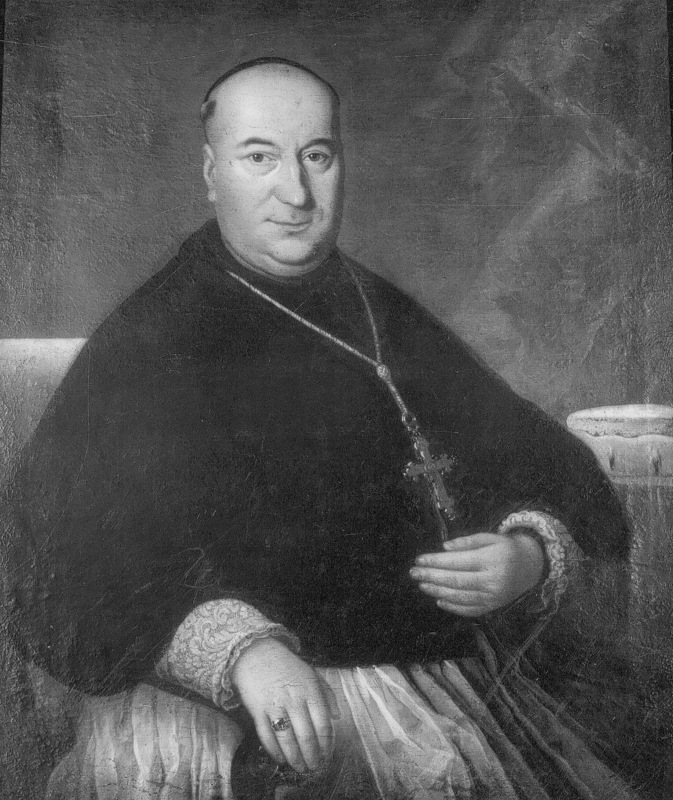
Fürstabt Alexandre Delmonte OSB (1753–1766)

- Franz I. Egon von Fürstenberg 1657–1682
- Wilhelm III. Egon von Fürstenberg 1682–1704
- Franz II. Joseph von Lothringen 1704–1715
- Johann IV. Ernst von Löwenstein-Rochefort 1715–1731
- Nicolas II. Massin 1731–1737 Fürstabt Célestin Thys OSB, letzter Abt von Stablo-Malmedy
- Deodat Drion 1737–1741

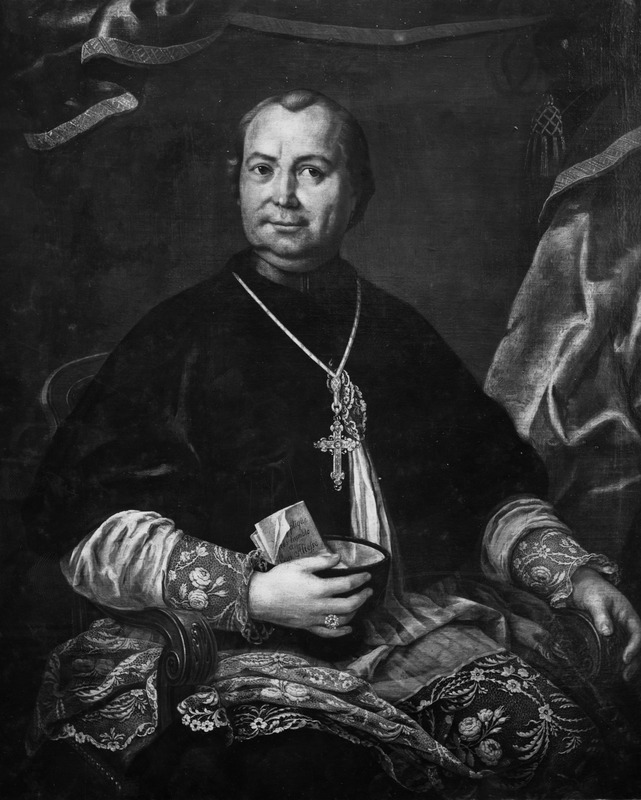
Fürstabt Célestin Thys OSB, letzter Abt von Stablo-Malmedy

- Joseph de Nollet-Bourdon 1741–1753
- Alexandre Delmonte 1753–1766
- Jacques de Hubin 1766–1786
- Célestin Thys 1786–1794